# Capacitor
Capacitor (português brasileiro) ou condensador (português europeu) é um componente que armazena cargas elétricas num campo elétrico, acumulando um desequilíbrio interno de carga elétrica.
Historicamente, a ideia de seu uso baseia-se na Garrafa de Leiden  em 1746 por Pieter van Musschenbroek na cidade de Leiden, na Holanda.

## História
Em outubro de 1745, Ewald Georg von Kleist, descobriu que uma carga poderia ser armazenada, conectando um gerador de alta tensão eletrostática por um fio a uma jarra de vidro com água, que estava em sua mão.  A mão de Von Kleist e a água agiram como condutores, e a jarra como um dielétrico (mas os detalhes do mecanismo não foram identificados corretamente no momento). Von Kleist descobriu, após a remoção do gerador, que ao tocar o fio, o resultado era um doloroso choque. Em uma carta descrevendo o experimento, ele disse: "Eu não levaria um segundo choque pelo reino de França". No ano seguinte, na Universidade de Leiden, o físico holandês Pieter van Musschenbroek inventou um capacitor similar, que foi nomeado de Jarra de Leiden.
Daniel Gralath foi o primeiro a combinar várias jarras em paralelo para aumentar a capacidade de armazenamento de carga. Benjamin Franklin investigou a Jarra de Leiden e "provou" que a carga estava armazenada no vidro, e não na água como os outros tinham suposto. Ele também adotou o termo "bateria", posteriormente aplicada a um aglomerados de células eletroquímicas.
Jarras de Leiden foram utilizados exclusivamente até cerca de 1900, quando a invenção das transmissões de rádio em 1899 criou uma demanda por capacitores padrão, e o movimento constante para frequências mais altas necessitavam de capacitores com baixa capacitância.[carece de fontes?]
No início capacitores também eram conhecidos como condensadores, um termo que ainda é utilizado atualmente. O termo foi usado pela primeira vez por Alessandro Volta em 1782, com referência à capacidade do dispositivo de armazenar uma maior densidade de carga elétrica do que um condutor normalmente isolado.

### Corrente de deslocamento
O físico James Clerk Maxwell propôs o conceito de corrente de deslocamento para tornar a Lei de Ampère consistente com o princípio de conservação da carga em casos em que a carga elétrica se acumula, como por exemplo num capacitor. Ele interpretou este fenômeno como um movimento real de cargas, mesmo no vácuo, onde ele supôs que corresponderia ao movimento de cargas de um dipolo no éter. Embora essa interpretação tenha sido abandonada, a correção de Maxwell à lei de Ampere permanece válida (um campo elétrico variável produz um campo magnético).
A corrente de deslocamento deve ser incluída, por exemplo, para aplicação das Leis de Kirchhoff a um capacitor.

## Física do capacitor

### Visão geral
Os formatos típicos consistem em dois eletrodos ou placas que armazenam cargas opostas. Estas duas placas são condutoras e são separadas por um isolante (ou dielétrico). A carga é armazenada na superfície das placas, no limite com o dielétrico. Devido ao fato de cada placa armazenar cargas iguais, porém opostas,
a carga total no dispositivo é sempre zero.

### Capacitância
A propriedade que estes dispositivos têm de armazenar energia elétrica sob a forma de um campo eletrostático é chamada de capacitância ou capacidade (C) e é  medida pelo quociente da quantidade de carga (Q) armazenada pela diferença de potencial ou tensão (V) que existe entre as placas:
{\displaystyle C={\frac {Q}{\Delta V}}}
Pelo Sistema Internacional de Unidades (SI), um capacitor tem a capacitância de um farad (F) quando um coulomb de carga causa uma diferença de potencial de um volt (V) entre as placas (ou armaduras). O farad é uma unidade de medida considerada muito grande para circuitos práticos, por isso, são utilizados valores de capacitâncias expressos em microfarads  (μF), nanofarads (nF) ou picofarads (pF).
A equação acima é exata somente para valores de Q muito maiores que a carga do elétron (e = 1,6021 × 10−19 C). Por exemplo, se uma capacitância de 1 pF fosse carregada a uma tensão de 1 µV, a equação perderia uma carga Q = 10−19 C, mas isto seria impossível já que seria menor do que a carga em um único elétron.
Entretanto, as experiências e as teorias recentes sugerem a existência de cargas fracionárias.
A capacitância de um capacitor de placas paralelas constituído de dois eletrodos planos idênticos de área A separados à distância constante d é aproximadamente igual a:
{\displaystyle C=\epsilon _{0}\epsilon _{r}{\frac {A}{d}}}
onde
- C é a capacitância em farad;
- ε0 é a permissividade eletrostática do meio (vácuo ou espaço livre);
- εr é a constante dielétrica ou permissividade relativa do isolante utilizado.

### Energia
Para carregar um capacitor, é preciso carregar uma das armaduras com carga {\displaystyle Q} e a
outra com carga {\displaystyle -Q}.O processo implica uma transferência de carga {\displaystyle Q} de uma armadura para a outra. Essa passagem pode ser devida à ligação de dois cabos nas armaduras e nos terminais de uma bateria.
Para calcular a energia dispensada nesse processo, imaginamos que a carga total {\displaystyle Q} foi transferida em pequenas cargas infinitesimais {\displaystyle dq} desde uma das armaduras até a outra, como se mostra na figura abaixo. Cada vez que uma carga {\displaystyle dq} passa da armadura negativa para a positiva, ganha uma energia potencial elétrica:
| {\displaystyle \mathrm {d} U_{e}=\Delta V\,\mathrm {d} q={\frac {q}{C}}\,\mathrm {d} q} |

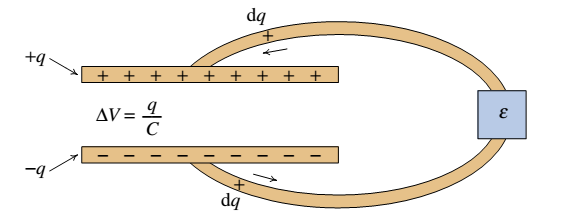
Passagem da carga de uma armadura para a outra num capacitor

A energia total armazenada no condensador obtêm-se por integração, de {\displaystyle q=0} até {\displaystyle q=Q} (área sob a reta no gráfico de {\displaystyle \Delta V} em função de {\displaystyle q}, na figura abaixo). O resultado é:
| {\displaystyle U_{\mathrm {cond} }={\frac {1}{2}}\,{\frac {Q^{2}}{C}}} |

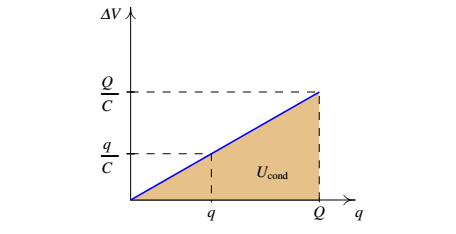
Aumento da diferença de potencial no condensador, em função da carga nas armaduras

Usando a equação de capacitância, que relaciona a carga e a diferença de potencial em qualquer condensador, a equação da energia total armazenada no condensador pode ser escrita em outras duas formas alternativas:
| {\displaystyle U_{\mathrm {cond} }={\frac {1}{2}}\,Q\,\Delta V={\frac {1}{2}}\,C\,\Delta V^{2}} |

A carga não será transferida para as armaduras de forma instantânea. Quando ligarmos um condensador a uma fonte, a carga aumentará gradualmente até uma carga final. O processo de aumento da carga, em função do tempo, denomina-se resposta transitória do condensador; se a resistência entre a fonte e as armaduras do condensador não for muito elevada, a resposta transitória será extremamente rápida e podemos admitir que a carga no condensador já tem o seu valor final estável.
Em um circuito RC o tempo de carga de um capacitor é dado por {\displaystyle t=RC}. Nessa expressão {\displaystyle t} é o tempo de carga, {\displaystyle R} a resistência do resistor e {\displaystyle C} a capacitância do capacitor.

### Circuitos elétricos
Os elétrons não podem passar diretamente através do dielétrico de uma placa do capacitor para a outra. Quando uma tensão é aplicada a um capacitor, a corrente flui para uma das placas, carregando-a, enquanto flui da outra placa, carregando-a inversamente. Quando a carga no capacitor atinge seu valor máximo, a corrente no circuito é nula.
A fórmula corrente é dada por:
{\displaystyle I={\frac {dQ}{dt}}=C{\frac {dV}{dt}}}
Onde I é a corrente fluindo na direção convencional, e dV/dt é a derivada da tensão, em relação ao tempo.
No caso de uma tensão contínua (DC ou também designada CC) logo um equilíbrio é encontrado, onde a carga das placas correspondem à tensão aplicada pela relação Q=CV, e nenhuma corrente mais poderá fluir pelo circuito. Logo a corrente contínua (DC) não pode passar. Entretanto, correntes alternadas (AC) podem: cada mudança de tensão ocasiona carga ou descarga do capacitor, permitindo desta forma que a corrente flua. A quantidade de "resistência" de um capacitor, sob regime AC, é conhecida como reatância capacitiva, e a mesma varia conforme varia a frequência do sinal AC. A reatância capacitiva é dada por:
{\displaystyle X_{C}={\frac {1}{2\pi fC}}}
Onde:
- XC = reatância capacitiva, medida em ohms;
- f = frequência do sinal AC, em hertz (Hz);
- C = capacitância medida em Farads F.

É denominada reatância pois o capacitor reage a mudanças na tensão, ou diferença de potencial.
Desta forma a reatância é proporcionalmente inversa à frequência do sinal. Como sinais DC (ou CC) possuem frequência igual a zero, a fórmula confirma que capacitores bloqueiam completamente a corrente aplicada diretamente, após um determinado tempo, em que o capacitor está carregando. Para correntes alternadas (AC) com frequências muito altas a reatância, por ser muito pequena, pode ser desprezada em análises aproximadas do circuito.
A impedância de um capacitor é dada por:
{\displaystyle Z=-j|Xc|={\frac {-j}{2\pi fC}}}
cujo j é o número imaginário.
Portanto, a reatância capacitiva é o componente imaginário negativo da impedância.
Em um circuito sintonizado tal como um receptor de rádio, a frequência selecionada é uma função da indutância (L) e da capacitância (C) em série, como dado em  :{\displaystyle f={\frac {1}{2\pi {\sqrt {LC}}}}}
Essa é a frequência na qual a ressonância ocorre, em um circuito RLC em série.

### Esfera condutora isolada
Numa esfera condutora isolada, a carga acumula-se toda na superfície, e de forma uniforme, devido à simetria da esfera. Se a carga total na esfera for {\displaystyle Q} , a força sobre uma carga pontual {\displaystyle q} a uma distância {\displaystyle r} do centro da esfera, será igual à força que produziria uma carga pontual {\displaystyle Q} no centro da esfera. Assim, o campo elétrico produzido pela esfera é igual ao campo produzido por uma carga pontual {\displaystyle Q} com componente radial dada pela equação:
| {\displaystyle E={\frac {k\,Q}{r^{2}}}} |

onde {\displaystyle k} é a constante de Coulomb {\displaystyle (9\times 10^{9}\;\mathrm {N} \cdot \mathrm {m} ^{2}/\mathrm {C} ^{2})}.
A energia potencial elétrica que terá uma carga pontual q quando for colocada na superfície
da esfera, é dada pela equação {\displaystyle U=q\,V_{\text{sup}}} onde {\displaystyle V_{\text{sup}}} é a diferença de potencial entre um ponto na superfície da esfera e um ponto no infinito, onde a esfera já não produz nenhuma energia potencial na carga {\displaystyle q}.
Para calcular {\displaystyle V_{\text{sup}}} aplica-se a definição da diferença de potencial, usando um percurso de integração que segue a direção radial das linhas de campo:
| {\displaystyle V_{\text{sup}}=-\int _{\infty }^{a}E\,dr=-k\,Q\int _{\infty }^{a}{\frac {1}{r^{2}}}\,dr={\frac {k\,Q}{a}}} |

o valor desse integral é também igual à área sombreada na figura abaixo:

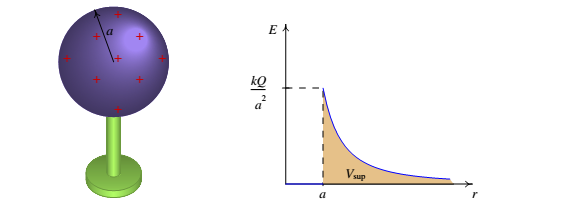
Esfera condutora de raio a, isolada, com carga Q, e gráfico do módulo do campo elétrico produzido por essa esfera

Portanto, a capacidade da esfera de raio a é:
| {\displaystyle {\frac {Q}{V_{\text{sup}}}}={\frac {a}{k}}} |

Quanto maior for a esfera, maior será a sua capacidade.  A capacidade não depende nem da carga armazenada na esfera, nem do potencial produzido por essa carga. A capacidade depende apenas do tamanho e da forma geométrica do condutor; neste caso apenas podia depender do raio da esfera.

### Associação de capacitores
Um sistema de capacitores pode ser substituído por um único capacitor equivalente.
Nos casos em que os capacitores estejam ligados em série ou em paralelo, é fácil calcular a capacidade que deverá ter o capacitor equivalente.

Capacitores Ligados em Paralelo

A figura abaixo mostra dois capacitores ligados em série, entre os pontos A e B. Se os capacitores estiverem inicialmente descarregados, no momento em que for introduzida uma diferença de potencial entre os pontos A e B, circulará uma carga {\displaystyle Q} que entra pelo ponto a maior potencial (A na figura) e sai pelo ponto a menor potencial.
Na região central, que liga as duas armaduras comuns dos dois capacitores , são induzidas cargas {\displaystyle Q} e {\displaystyle -Q} (a carga total nessa região é nula). Assim, a carga armazenada em cada um dos capacitores é a mesma.

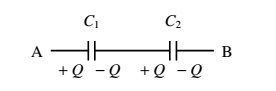
Capacitores Ligados em Série

A diferença de potencial entre os pontos A e B será a soma das diferenças de potencial em
cada um dos capacitores :
| {\displaystyle \Delta V=\Delta V_{1}+\Delta V_{2}=\left({\frac {1}{C_{1}}}+{\frac {1}{C_{2}}}\right)Q} |

Assim, o sistema é equivalente a um único capacitor com capacidade que verifica a
equação:
| {\displaystyle {\frac {1}{C_{\mathrm {s} }}}={\frac {1}{C_{1}}}+{\frac {1}{C_{2}}}\qquad {\mbox{ou:}}\qquad {C_{\mathrm {s} }={\frac {C_{1}\,C_{2}}{C_{1}+C_{2}}}}} |

A carga armazenada no capacitor equivalente é a mesma que em cada um dos capacitores em série.
A figura abaixo mostra um sistema de dois capacitores ligados em paralelo entre dois
pontos A e B. A diferença de potencial será sempre igual nos dois capacitores, e igual
à diferença de potencial entre os pontos A e B.
Se os capacitores estiverem inicialmente descarregados, no momento em que for introduzida uma diferença de potencial entre os pontos A e B, entrará carga positiva nas armaduras que estiverem ligadas ao ponto com maior potencial, e sairá a mesma quantidade
de carga das armaduras ligadas ao ponto com menor potencial. Mas a quantidade de carga que entra em cada capacitor não tem que ser a mesma; a carga total que entra e sai entre os pontos A e B é:
| {\displaystyle Q=Q_{1}+Q_{2}=\left(C_{1}+C_{2}\right)\,\Delta V} |

Assim, o sistema é equivalente a um único capacitor com capacidade igual à soma das duas capacidades dos capacitores:
| {\displaystyle C_{\mathrm {p} }=C_{1}+C_{2}} |

## Capacitores na prática

### Capacitores comuns
Apresenta-se com tolerâncias de  5 % ou 10 %.
Capacitores são frequentemente classificados de acordo com o material usado como dielétrico. Os seguintes tipos de dielétricos são usados:
- cerâmica (valores baixos até cerca de 1 μF);
  - C0G ou NP0 - tipicamente de  4,7 pF a 0,047 uF, 5 %. Alta tolerância e performance de temperatura. Maiores e mais caros;
  - X7R - tipicamente de 3 300 pF a 0,33 uF, 10 %. Bom para acoplamento não-crítico, aplicações com timer;
  - Z5U - tipicamente de 0,01 uF a 2,2 uF, 20 %. Bom para aplicações em bypass ou acoplamentos. Baixo preço e tamanho pequeno.
- poliestireno (geralmente na escala de picofarads);
- poliéster (de aproximadamente 1 nF até 10 μF);
- polipropilêno (baixa perda. alta tensão, resistente a avarias);
- tântalo (compacto, dispositivo de baixa tensão, de até 100 μF aproximadamente);
- eletrolítico (de alta potência, compacto mas com muita perda, na escala de 1 μF a 4 700 μF).

Propriedades importantes dos capacitores, além de sua capacitância, são a máxima tensão de trabalho e a quantidade de energia perdida no dielétrico. Para capacitores de alta potência a corrente máxima e a Resistência em Série Equivalente (ESR) são considerações posteriores. Um ESR típico para a maioria dos capacitores está entre 0,0001 ohm e 0,01 ohm, valores baixos preferidos para aplicações de correntes altas.
Já que capacitores têm ESRs tão baixos, eles têm a capacidade de entregar correntes enormes em circuitos curtos, o que pode ser perigoso. Por segurança, todos os capacitores grandes deveriam ser descarregados antes do manuseio. Isso é feito colocando-se um resistor pequeno de 1 ohm a 10 ohm nos terminais, isso é, criando um circuito entre os terminais, passando pelo resistor.
Capacitores também podem ser fabricados em aparelhos de circuitos integrados de semicondutores, usando linhas metálicas e isolantes num substrato. Tais capacitores são usados para armazenar sinais analógicos em filtros chaveados por capacitores, e para armazenar dados digitais em memória dinâmica de acesso aleatória (DRAM). Diferentemente de capacitores discretos, porém, na maior parte do processo de fabricação, tolerâncias precisas não são possíveis (15% a 20% é considerado bom).

### Identificação do valor no capacitor cerâmico

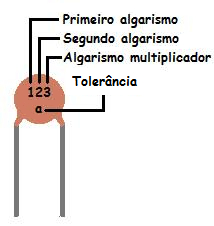
Identificação de valor no capacitor cerâmico

Os capacitores cerâmicos apresentam impressos no próprio corpo um conjunto de três algarismos e uma letra. Para se obter o valor do capacitor os dois primeiros algarismos representam os dois primeiros dígitos do valor do capacitor, e o terceiro algarismo (algarismo multiplicador) representa o número de zeros à direita. A letra representa a tolerância do capacitor (a qual pode ser omitida), que é a faixa de valores em que a capacitância variará. Para os capacitores cerâmicos até 10 pF esta é expressa em pF. Para os acima de 10 pF é expressa em porcentagem. Por exemplo um capacitor com 224 F impresso no próprio corpo, possuirá uma capacitância de 220 000 pF com uma tolerância de +/- 1% (seu valor pode ser um ponto percentual à mais ou a menos desse valor).

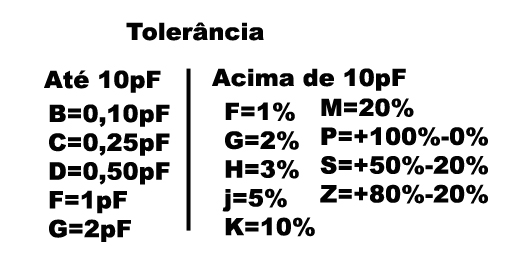
Tabela de tolerância no capacitor cerâmico

### Identificação do valor no capacitor de poliéster

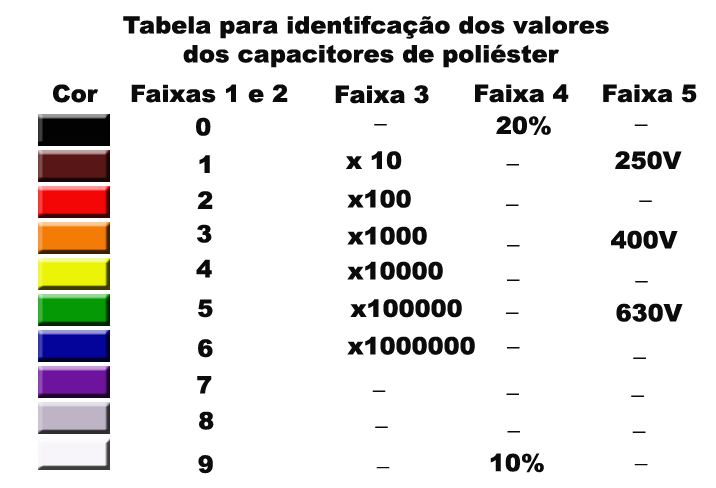
Tabela para identificação dos valores do capacitor de poliéster

Para a identificação dos valores do capacitor de poliéster é usado um conjunto de 7 faixas coloridas (conforme tabela), embora seja um método em desuso pelos fabricantes, no qual cada faixa representará respectivamente: primeiro algarismo, segundo algarismo, algarismo multiplicador, tolerância e tensão. O valor é obtido em pF. Os capacitores de poliéster não tem polaridade.

### Capacitores variáveis
Há dois tipos distintos de capacitores variáveis, cujas capacitâncias podem ser mudadas intencionalmente e repetidamente ao longo da vida do dispositivo:
- Aqueles que usam uma construção mecânica para mudar a distância entre as placas, ou a superfície da área das placas superpostas. Esses dispositivos são chamados capacitores de sintonia, ou simplesmente "capacitores variáveis", e são usados em equipamentos de telecomunicação para sintonia e controle de frequências.Neste tipo de capacitor o elemento dielétrico é o próprio ar;
- Aqueles que usam o fato de que a espessura da camada de depleção de um diodo varia com a tensão da corrente contínua atravessando o diodo. Esses diodos são chamados de diodos de capacitância variável, varactores ou varicaps. Qualquer diodo exibe esse efeito, mas dispositivos vendidos especificamente como varactores têm uma área de junção grande e um perfil de dopagem especificamente dimensionado para maximizar a capacitância;
- Em um capacitor microfone (comumente conhecido como um microfone condensador), o diafragma age como uma placa do capacitor, e as vibrações produzem alterações na distância entre o diafragma e uma placa fixa, alterando a tensão entre as placas.

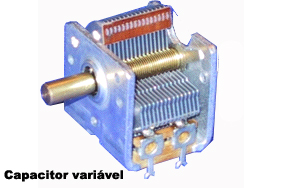
Capacitor variável de sintonia de rádio

### Capacitores de Camada Dupla Elétrica (EDLCs)
Esses dispositivos, frequentemente chamados de supercapacitores ou ultracapacitores para simplificar, são capacitores que usam uma camada de eletrolítico de espessura molecular, ao invés de uma folha manufaturada de material, como o dielétrico. Como a energia armazenada é inversamente proporcional à espessura do dielétrico, esses capacitores têm uma densidade de energia extremamente alta. Os eletrodos são feitos de carbono ativado, que tem uma área de superfície alta por unidade de volume, aumentando a densidade de energia do capacitor. EDLCs individuais têm capacitâncias de centenas ou até milhares de farads.
Os EDLCs podem ser usados como substitutos para baterias em aplicações em que uma grande corrente de descarga seja necessária. Eles também podem ser recarregados centenas de milhares de vezes, diferentemente das baterias convencionais que duram apenas algumas poucas centenas ou milhares de ciclos de recarga.

### Capacitores Planos
Um capacitor plano (figura abaixo) é formado por duas armaduras planas, de área A,
paralelas e separadas por uma distância constante d , se as cargas nas armaduras forem {\displaystyle Q} e {\displaystyle -Q} , o campo elétrico entre as armaduras é aproximadamente constante e com módulo {\displaystyle (4\,\pi \,k\,Q)/(K\,A)}

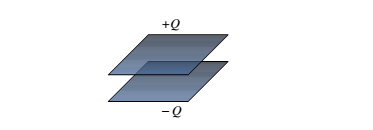
Capacitor plano

A diferença de potencial entre as armaduras é igual ao módulo do campo elétrico, multiplicado pela distância entre as armaduras:
| {\displaystyle \Delta \,V={\frac {4\,\pi \,k\,Q\,d}{K\,A}}} |

Por tanto, a partir da equação de Capacitância obtêm-se a expressão para a capacidade desse tipo de capacitor:
| {\displaystyle C_{\text{plano}}={\frac {K\,A}{4\,\pi \,k\,d}}} |

onde {\displaystyle K} é a constante dielétrica do isolador entre as duas armaduras, e  {\displaystyle k} é a constante de Coulomb.
A capacidade de um condensador plano é diretamente proporcional à área das armaduras, e inversamente proporcional à distância entre elas.

### Ultra capacitores
Um capacitor pode cumprir uma função semelhante à de uma bateria, já que pode ser usado para armazenar cargas que são fornecidas a um circuito. A grande vantagem é que, como não há reações químicas envolvidas, a carga e descarga podem ser feitas muito
rapidamente e um condensador não fica inutilizado após várias cargas e descargas, que é o que acontece a uma bateria recarregável. Imagine por exemplo que em vez de ter que esperar algumas horas para recarregar a bateria do telemóvel, esta ficasse imediatamente recarregada quando fosse ligada à tomada, e que nunca tivesse que trocá-la por uma nova. Isso está cada vez mais perto de ser uma realidade, com o desenvolvimento dos ultra capacitores.
A dificuldade em usar um condensador normal como fonte é que à medida que o condensador descarrega, a diferença de potencial entre as suas armaduras decresce rapidamente.
Outra desvantagem ainda maior é que a capacidade de armazenar carga não é tão elevada como nas baterias.
Uma capacidade tão elevada era algo impensável, até finais do século passado. Um condensador tradicional, teria uma capacidade na
ordem dos {\displaystyle \mu F}. Os condensadores eletrolíticos atinge capacidades superiores, mas ainda aquém dos quilo-farad. Recentemente têm sido produzidos ultracondensadores, com
capacidades muito mais elevadas, na ordem dos quilo-farad.
Por exemplo, o ultra capacitor cilíndrico na frente, tem uma capacidade de 3 000 farads, a 2,7 volts. Com esses valores, a carga que se consegue armazenar é de 8,1 kC já muito perto da carga numa pilha recarregável. A capacidade elevada também implica que demora muito mais tempo a descarregar quando for ligado a um circuito. Ainda falta reduzir um pouco o tamanho para que seja competitivo com as atuais baterias de íon lítio.
Nos ultra capacitores usa-se um meio poroso. A área de contato entre elétrodos e eletrólito é muito elevada. Uma das aplicações atuais dos ultracondensadores é em combinação com os motores elétricos dos automóveis que funcionam a hidrogênio com células de
combustível, que já estão a ser comercializados em alguns países.
O ultra capacitor permite acumular rapidamente as cargas produzidas pelas células de combustível ou pelos travões eletromagnéticos, e essa carga pode ser fornecida rapidamente, nos momentos em que for preciso acelerar. As únicas reações químicas produzidas nesse tipo de veículo é a combinação do hidrogênio com oxigênio nas células de combustível, que produz vapor de água. Não são libertados gases nocivos para a atmosfera, nem existem baterias a produzir produtos químicos corrosivos.
Os ultra capacitores podem fornecer carga e serem recarregados muito mais rapidamente do que uma bateria e sem sofrer o desgaste que faz com que a bateria tenha um número limitado de ciclos de carga e descarga.

## Aplicações
Os capacitores são comumente usados em fontes de energia onde elas suavizam a saída de uma onda retificada completa ou meia onda.
Por passarem sinais de Corrente Alternada mas bloquearem Corrente Contínua, capacitores são frequentemente usados para separar circuitos
Corrente alternada de corrente continua. Este método é conhecido como acoplamento AC.
Capacitores também são usados na correção de fator de potência. Tais capacitores frequentemente vêm como três capacitores conectados como uma carga trifásica. Geralmente, os valores desses capacitores não são dados pela sua capacitância, mas pela sua potência reativa em var. Também podem ser usados em circuitos como filtro passa-baixa, passa-alta ou passa-banda, dependendo da configuração.